# Dzũng Chinh
Dzũng Chinh (18 tháng 12 năm 1941 - 1 tháng 3 năm 1969) là một sĩ quan Bộ binh Quân lực Việt Nam Cộng hòa, đồng thời cũng là một nhạc sĩ nhạc vàng với sáng tác nổi tiếng Những đồi hoa sim phổ thơ Hữu Loan.

## Tiểu sử
Ông tên thật là Nguyễn Bá Chính, sinh ngày 18 tháng 12 năm 1941 trong một gia đình trung lưu tại Bình Cang, Nha Trang, Khánh Hòa. Ông đã tốt nghiệp Trung học Đệ nhị cấp tại Nha Trang với văn bằng Tú tài toàn phần. Sau đó học lên Đại học Luật khoa ở Sài Gòn. Vào thời điểm năm 1961-1962, ông sáng tác bài hát Những đồi hoa sim, nổi tiếng với tiếng hát của nữ ca sĩ Phương Dung (được khán giả đương thời ưu ái gọi là "Con nhạn trắng Gò Công").
Đầu năm 1965, ông nhập ngũ vào Quân đội Việt Nam Cộng hòa. Mặc dù có bằng Tú tài II, nhưng do trình diện nhập ngũ quá hạn tuổi quân dịch, ông bị chế tài không được vào trường Sĩ quan nên phải theo học khóa Hạ sĩ quan Trừ bị tại trường Hạ sĩ quan Đồng Đế, Nha Trang. Tốt nghiệp với cấp bậc Trung sĩ, ông được điều động về Trung đoàn 14 đồn trú tại Vĩnh Bình (Trà Vinh) thuộc Sư đoàn 9 Bộ binh do Đại tá Lâm Quang Thi làm Tư lệnh. Nhạc sĩ Trúc Phương viết bài Để trả lời một câu hỏi tặng ông:
| “             | Cho Dzũng Chinh, thằng bạn vai em, vì đời trôi dạt về miền quê hương tôi. Cho tất cả bạn hữu của Dzũng Chinh vùng KBC 3054. | ” |
| — Trúc Phương | |   |

Cuối năm 1966, vì có trình độ học vấn cao, ông được cử đi học khóa Sĩ quan Đặc biệt tại Nha Trang (một lần nữa, ông lại được về học ở Quân trường Đồng Đế). Giữa năm 1967, ông tốt nghiệp với cấp bậc Chuẩn úy trừ bị. Ra trường, để được gần nguyên quán, ông xin về phục vụ tại Trung đoàn 44 đang trú đóng tại Sông Mao, Hải Ninh, Bình Thuận thuộc Sư đoàn 23 Bộ binh đặt bản doanh ở Ban Mê Thuột do Đại tá Trương Quang Ân làm Tư lệnh. Ông được cử làm Trung đội trưởng Trung đội tác chiến thuộc Đại đội 1, Tiểu đoàn 2 (thời điểm này Đại đội trưởng là Trung úy Nguyễn Văn Chánh và Tiểu đoàn trưởng là Đại úy Ngô Văn Xuân). Giữa năm 1968, ông được thăng cấp Thiếu úy. Trung đoàn biết ông là một nhạc sĩ, nên bố trí cho ông về phục vụ ở Khối Chiến tranh Chính trị của Bộ chỉ huy Trung đoàn. Sau vì hay "dù" (xuất trại không có phép) về Phan Thiết để chơi với bạn bè, nên Dzũng Chinh bị kỷ luật trả về Trung đội tác chiến.

## Qua đời
Đêm ngày cuối tháng 2 năm 1969, Trung đội Dzũng Chinh có nhiệm vụ chốt ở chân núi Chà Bang, Ninh Phước, đụng độ với một toán quân Giải phóng . Trong khi giao tranh, ông bị trúng đạn trọng thương. Ngay sau đó, ông được trực thăng tải thương về Quân y viện Phan Thiết, nhưng vì vết thương quá nặng nên đã qua đời vào ngày 1 tháng 3 năm 1969, hưởng dương 28 tuổi. Ông được truy thăng cấp bậc Trung úy và được đưa về quê nhà Nha Trang an táng. Nhạc sĩ Thanh Sơn nghe tin bạn mình mất có viết bài hát Đọc tin trên báo, thâu vào đĩa nhựa Thiên Thai 45 do Trúc Ly ca.
Dzũng Chinh được an táng tại Nghĩa Trang Mả Thánh (Phương Sài, Nha Trang).

## Sáng tác
- Những đồi hoa sim (thơ Hữu Loan, 1965)
- Hai màu hoa (Dzũng Chinh - Bùi Tuấn Anh)
- Tha La xóm đạo (thơ Vũ Anh Khanh, 1964)[10]
- Đêm dài chưa muốn sáng
- Lời tạ từ
- Hoa trắng tình yêu
- Xin trả lại em ( Dzũng Đạt - Quốc Chinh )